# Autobahn A6 (Schweiz)
Die Schweizer Autobahn A6 und Autostrasse A6 verbindet Biel/Bienne über Bern mit Mülenen im Berner Oberland. Die A6 liegt vollständig im Kanton Bern und ist Teil der Nationalstrasse 6 von Biel nach Gampel. Via A5 Ost-Umfahrung Biel findet sie die Fortsetzung durch den Jura als A16. Auf der Seite Berner Oberland war ursprünglich geplant, sie durch das Simmental ins Wallis zu führen.

## Verlauf
Kernstück der heutigen Autobahn A6 ist die Nationalstrasse 6, welche bei Bern Wankdorf als Abzweigung von der A1 beginnt und über Muri bei Bern und Thun zur Verzweigung Lattigen (Spiez) führt, wo die A8 weiter Richtung Interlaken, Brünig und Zentralschweiz führt. Die A6 biegt bei der Verzweigung Spiez Richtung Frutigtal ab und endet in Mülenen, wo sie in die Hauptstrasse 223, die Teil der N6 ist, mündet. 
Die 1960 vorgesehene Route der N6 durch das Simmental und einen Rawiltunnel ins Wallis wurde 1986 definitiv verworfen. Hingegen sind die Hauptstrassen nach Kandersteg bzw. Goppenstein seit 2020 Teil der Nationalstrasse 6.
Bis 2020 war die A6 zwischen Biel/Bienne und Schönbühl kein Nationalstrassenabschnitt. Sie befand sich im Besitz des Kantons Bern. Die früher nummernlose kantonale Autobahn zwischen Schönbühl und Lyss Nord ist heute als A6 ausgeschildert. Gleiches gilt für die nicht richtungsgetrennte, früher kantonale Autostrasse zwischen Lyss Nord und Biel/Bienne. Hingegen war der Abschnitt zwischen der Verzweigung Lattigen und Wimmis Teil der N6/A6.

### N6M
Der Zubringer von Rüfenacht von der Hauptstrasse 10 zum Anschluss Muri ist eine zwei Kilometer lange Autostrasse, die seit 2020 Teil der Nationalstrasse N6 ist. Die interne Bezeichnung dieses Abschnitts ist N6M, zuvor hiess der Abschnitt T10.

## Geschichte
Nach einem Bundesbeschluss von 1960 wurde 1964 mit dem Bau der Autobahn N6 zwischen dem Freudenbergerplatz in Bern und Muri begonnen und 1966 für den Verkehr freigegeben. Zwischen 1965 und 1966 genehmigte der Bundesrat das Autobahnprojekt Bern–Thun–Spiez. Der Abschnitt zwischen Kiesen und Lattigen (Spiez) wurde 1971 eröffnet, der Abschnitt zwischen Hunziken (Rubigen) und Kiesen folgte 1972. Am 29. Juni 1973 wurde die Eröffnung der letzten Abschnitte vollzogen, jene von Muri nach Hunziken und von Lattigen nach Wimmis. Am gleichen Tag wurde die N6 über die SN6 mit der N1 verbunden und Thun erhielt einen zweiten Anschluss (Thun-Nord). 1987 wurde auf einem 250 Meter langen Abschnitt, im Bereich des Sonnenhofspitals in Bern, eine Einhausung/Überdachung gebaut.

## Gedeckte Holzbrücke über die A6

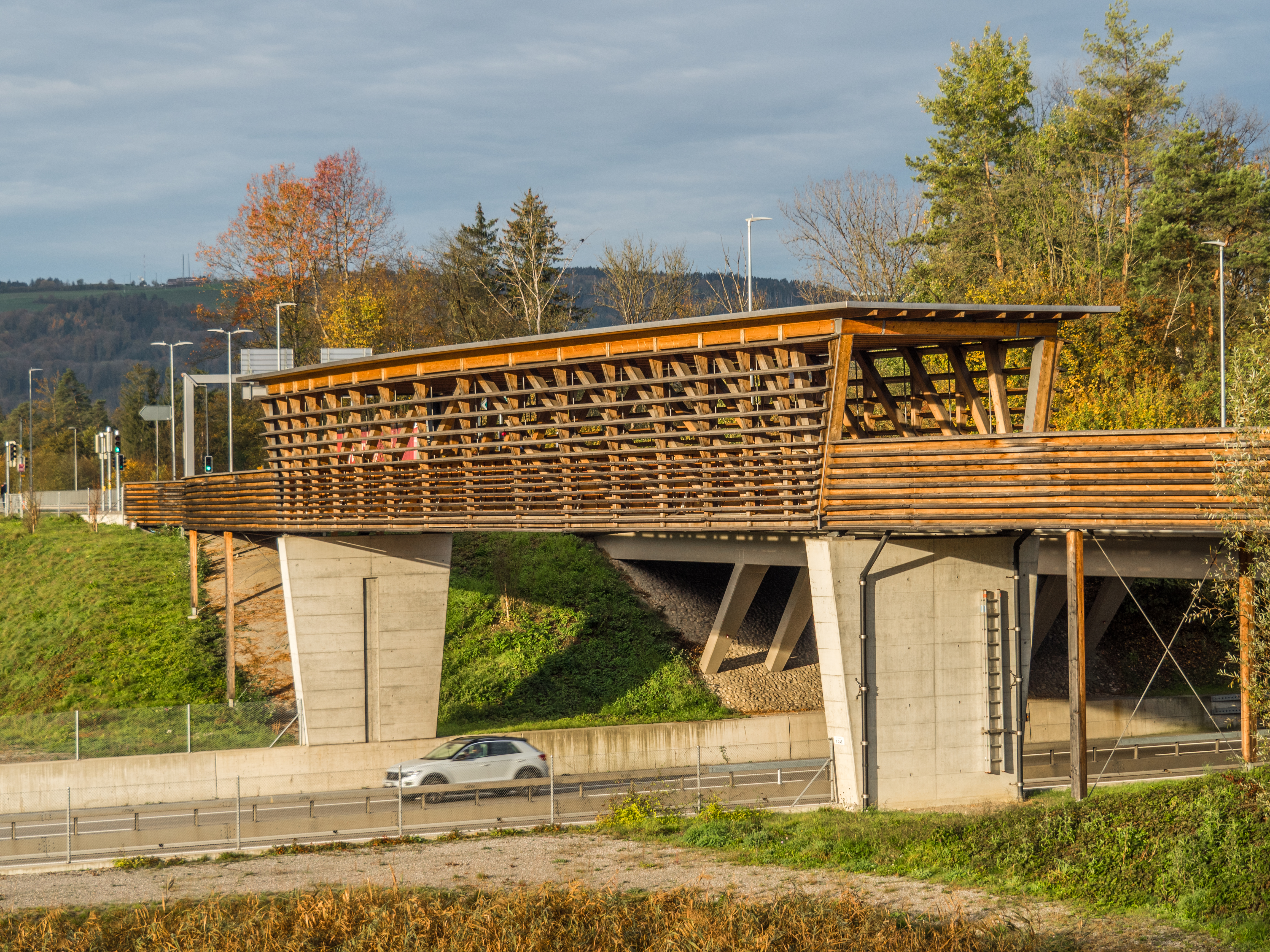

Die einzige gedeckte Holzbrücke über eine Schweizer Autobahn wurde 2017 erstellt. Sie dient Fussgängern und Velofahrern beim Autobahnanschluss Rubigen als Übergang.